# Александрович Тимофій Васильович
Тимофій Александро́вич, чернече ім'я Тихін (*1714, Омбиш, Ніжинський полк — †21 жовтня 1746, Київ) — український просвітитель, викладач, поет, префект Києво-Могилянської академії. Автор низки підручників з піїтики та риторики. Один із найближчих соратників св. митрополита Київського Рафаїла Заборовського.

## Біографія
Народився в 1714 році в селі Омбиш Ніжинської 1-ї сотні Ніжинського полку, тепер Борзнянського району Чернігівської області. Походить із сім'ї священика.

### Освіта
Навчався в Києво-Могилянській академії до 1743 року. Проти його прізвища в академічних списках зазначено: «доброизряден», «преизряден». У 1733 році разом з Д. Аскаронським, Василем Тодорським, Федором Яновичем та іншими студентами-філософами виступив на захист однокурсника Пантелеймона Чарнецького, який без достатніх підстав був покараний за непокору префектом С. Калиновським. Учасників «философическаго возмущения» було покарано різками.
У 1741 році, навчаючись на богословському курсі, Александрович разом з такими відомими згодом діячами як П. Падуновський, І. Миткевич, П. Малиновський та іншими студентами, у зв'язку з убивством студента Києво-Могилянської академії Г. Маковецького подали «доношеніе» ректору С. Кулябці про свою непричетність до злочину і звернули увагу адміністрації академії на «вредительную» тяганину слідства в Київському магістраті, що заважало навчанню. У виданому йому атестаті за підписом ректора С. Кулябки Тимофій Васильович значився як студент, що «реторическое, философское и богословское учение совершал с прилежанием довольным», «нравы имел честные, беспорочные, учением преуспевал так, что реторику и другие учения может совершенно, с похвалою своею и пользою слышащих преподавать и сам».

### Діяльність
Навчаючись у Києво-Могилянської академії, Александрович займався приватним викладанням. У 1737 році на основі праці професора Сильвестра Кулябки склав підручник з риторики під назвою «Summulae praeceptionum rhetoricarum ex labore dignissimi patris Sylvestri Kulabka aurei benedicendi magistri, cum optimo atque insigni discipulorum commodo in hac arte celeberrime consumpto collectae atque in aula per illustris domini Michaelis Turkowski scribae equitalis generalis generoso domino Basilio Kulabka per praeceptorum Timotheum Alexandrowicz traditae ac explicatae anno 1737 Idibus Martii» («Невелика сума риторичних настанов із праці найдостойнішого отця Сильвестра Кулябки, учителя золотого красномовства, разом з найкращою і видатною зручністю для учнів у цьому славному мистецтві, щонайповніше зібрана і в домі ясного пана Михайла Турковського, доброзичливого писаря генерального, шляхетному пану Василю Кулябці наставником Тимофієм Александровичем викладена і витлумачена року 1737 на березневі Іди»).
Використовував його для навчання Василя Кулябки.
Після закінчення академії в 1743 році «в келії екклесіарха» Києво-Печерської Лаври прийняв чернечий постриг. Як один з найкращих випускників, залишений у Києво-Могилянській академії викладачем. Одночасно був проповідником Лаври.
Готуючись до викладання піїтики у 1743—1744 навчальному році (замість М. Козапапського), склав курс «Praecepta de arte poetica ad usum Roxolanae juventutis in alma orthodoxa ac celeberrima Kijovo-Mohylo-Zaborovsciana Academia tradita et explicata anno 1743 ad nobiles poeseos auditores reverendis pâtre T. Alexandrowicz» («Настанови з поетичного мистецтва для вжитку української молоді, викладені і витлумачені у православній і преславній Києво-Могило-Заборовській академії для шляхетних слухачів поетики преосвященним отцем Т. Александровичем року 1743»). В курсі, що зберігся, є примітка про дату смерті автора.
У «Настановах…» Александрович навів чимало прикладів із власних творів латинською, російською, польською та книжною українською мовами, зокрема байку про Цвіркуна та Мурашку. Тоді ж склав звід синтаксичних, поетичних та риторичних настанов з практичними вправами: «Codex totius anni laboris syntacticis, poeticis et ad finem rheto[ricis] negotiis refretus atque in celeberrima academia Kijovo-Mohylo-Zaborovsciana per professorem hierodiaconum Tychonem Alexandrowycz traditus et explicatus anno 1743 Septembris prima inchoatus per rev- erendissimum patrem Tychoni Alexandrowycz» («Книга для усього року навчання, синтаксичними, поетичними і врешті риторичними прикладами наповнена, і у преславній Києво-Могило-Заборовській академії професором ієромонахом Тихоном Александровичем викладена і витлумачена, почата преосвященнішим отцем Тихоном Александровичем першого вересня 1743 року»).
Курси прикрашені акварельними зображеннями. У поетичних курсах, де викладається теорія поезії й українське силабічне віршування, Александрович вмістив приклади для віршування з сатир Кантемира, оригінальні вірші українською, латинською та польською мовами, а також кілька акровіршів, присвячених московській імператриці Єлизаветі Петрівні й митрополиту Київському, Галицькому і всієї Малої Росії Рафаїлу Заборовському.

### Останні роки життя
У 1744—1746 роках викладав риторику за власними підручниками: «Praecepta oratoria ex antiquis atque recentioribus pacto praeceptorum delectu tyronibus eloquentiae ab 1-mis fundamentis sensim ad difficiliora et summa iusto ordine manuducendis et prudenter instituendis. Accommodata in usumque Roxolanorum oratorum in alma orthodoxa ac celeberrima academia Kijovo-Mohylo-Zaborovsciana tradita et explicata anno 1744» («Ораторські настанови з античних, а також сучасних наставників, вибрані згідно з керівництвами і починаннями від перших основ до більш складних і найвищих. Розумно пристосовані для учнів красномовства і до вжитку українським ораторам у православній і преславній Киево-Могило-Заборовській академії, викладені і витлумачені 1744 року») та «Congeries praeceptorum rhetorico'rum cum vari-is praxibus ad comparandam bene dicendi artem instituta atque in usum orthodoxae Roxolanae iuventuti in academia Kijovo-Mohylo-Zaborovs-ciana per biennalem eloquentiae professorem patrem Tychonem Alexandrowicz proposita et explicata. Ex anno 1745 in annum 1746 calend. octobr.» («Збірка риторичних настанов з різними практичними заняттями, для набуття мистецтва красномовства призначена, а також до вжитку православному українському юнацтву у Києво-Могило-Заборовській академії дворічним професором риторики отцем Тихоном Александровичем запропонована і витлумачена. Із 1745 року на 1746 рік, на жовтневі календи»). В 1745 році відмовився від пропозиції викладати філософію, вважаючи себе, ієромонаха, «недовольным к преподаванию философии, как к делу, требующему многих трудов и долговременного приготовления», однак був призначений префектом Києво-Могилянської академії. Того ж року Синод викликав його для викладання в Московській слов'яно-греко-латинській академії, проте митрополит Рафаїл Заборовський не відпустив його як дуже необхідного для Києва викладача.
У вересні 1746 року мав намір продовжити викладання, але захворів. Помер 21 жовтня 1746 року. Похований на кладовищі Київського Братського монастиря біля дзвіниці.